# Joaquim da Prússia
Joaquim Francisco Humberto Príncipe da Prússia (em alemão: Joachim Franz Humbert Prinz von Preußen; 17 de dezembro de 1890 – 18 de julho de 1920) foi o filho mais novo do Kaiser Guilherme II da Alemanha com a sua primeira esposa, a princesa Augusta Vitória de Schleswig-Holstein.
Durante a Revolta da Páscoa em Dublin, na Irlanda em 1916, alguns líderes republicanos contemplaram a hipótese de dar o trono de uma Irlanda independente ao Príncipe Joaquim.
Após a declaração de independência da Geórgia após a Revolução Russa de 1917, Joaquim foi também considerado pelo representante alemão Friedrich Werner von der Schulenburg e pelos monárquicos do país para ocupar o trono da Geórgia.
O príncipe Joaquim casou-se em 11 de março de 1916 com a princesa Maria-Augusta de Anhalt (10 de junho de 1898 - 22 de maio de 1983), a filha de Eduardo, Duque de Anhalt e da sua esposa, a princesa Luísa Carlota de Saxe-Altemburgo. O casal teve apenas um filho, o príncipe Carlos Francisco da Prússia (15 de dezembro de 1916 - 22 de janeiro de 1975). A sua esposa Maria-Augusta iria mais tarde tornar-se na mãe adotiva de Frédéric Prinz von Anhalt, marido da atriz Zsa Zsa Gábor.
Após a abdicação do pai, Joaquim não conseguiu aceitar o seu novo estatuto de plebeu e entrou numa depressão profunda, acabando por cometer suicídio com um tiro na cabeça a 18 de julho de 1920.